# Tragic Love
Tragic Love è un cortometraggio muto del 1909 diretto da David W. Griffith. Prodotto dalla Biograph, aveva come interpreti Arthur V. Johnson, David Miles, Linda Arvidson.

## Trama
Mentre cammina per strada, Bob Spaulding corre in aiuto di una donna picchiata dal marito che non gradisce il suo intervento. Dopo che i due se ne sono andati, Bob recupera un astuccio perduto dalla donna e, dentro, vi trova il suo indirizzo di casa, dove si reca per restituirle l'oggetto. Tra i due nasce subito l'amore ma, consapevoli che la loro storia non può avere un futuro, si lasciano. Bob, sconsolato, va al bar dove due teppisti, volendo derubarlo, lasciano cadere una droga nella sua birra. Messolo fuori combattimento, si impadroniscono dei suoi oggetti di valore, trovando anche l'indirizzo. Uno dei due decide di recarvisi, ma viene sorpreso dal padrone di casa al quale lui, allora, spara. Bob, intanto, che è stato buttato fuori dal bar come ubriaco, vaga per le strade, attirato dalla casa che aveva lasciato poco prima. Quando vi giunge, inciampa e cade sulla figura prostrata del morto. Lo sorprende così la moglie che però, non riuscendo a credere che lui possa essere un assassino, lo lascia scappare via. Bob, ancora frastornato, crede invece di essere l'autore del delitto e fugge in un'altra città. Lì, trova lavoro in una fabbrica, sempre convinto della sua colpa. Un giorno, però, sul giornale legge la notizia di un delitto risolto. Si tratta proprio del suo caso, quello del dottor Rankin, rimasto fino a quel momento insoluto: un malvivente, trovato moribondo nel suo tugurio, prima di morire ha confessato a una ragazza dell'Esercito della Salvezza, di avere ucciso lui tempo prima il dottor Rankin. Pazzo di gioia e libero dei fantasmi che lo hanno ossessionato, Bob corre dalla vedova che non resterà sorda alle sue suppliche.

## Produzione
Il film fu prodotto dall'American Mutoscope & Biograph e venne girato a Fort Lee, nel New Jersey.

## Distribuzione
Il copyright del film, richiesto dall'American Mutoscope and Biograph Co., fu registrato l'8 febbraio 1909 con il numero H222691
Distribuito negli Stati Uniti dall'American Mutoscope & Biograph, il film - un cortometraggio di quindici minuti  - uscì nelle sale l'11 febbraio 1909.
Non si conoscono copie ancora esistenti della pellicola che viene considerata presumibilmente perduta.